# Olympische Zwischenspiele 1906/Leichtathletik – Steinstoßen (Männer)
Das Steinstoßen der Männer bei den Olympischen Zwischenspielen 1906 in Athen wurde am 27. April 1906 entschieden. Den Teilnehmern standen je drei Versuche zur Verfügung, den drei Besten dann weitere drei Würfe. Der 6,4 kg schwere Stein wurde mit Anlauf geworfen oder gestoßen.

## Ergebnisse
| Platz | Athlet                | Land         | Weite (m) |
| ----- | --------------------- | ------------ | --------- |
| 1     | Nikolaos Georgandas   | Griechenland | 19,925    |
| 2     | Martin Sheridan       | USA          | 19,035    |
| 3     | Michalis Dorizas      | Griechenland | 18,585    |
| 4     | Eric Lemming          | Schweden     | 18,21     |
|       | Leopold Lahner        | Österreich   | k. A.     |
|       | Josef Wittmann        | Österreich   | k. A.     |
|       | Heikki Åhlman         | Finnland     | k. A.     |
|       | Werner Järvinen       | Finnland     | k. A.     |
|       | André Désfarges       | Frankreich   | k. A.     |
|       | Wilhelm Ritzenhoff    | Deutschland  | k. A.     |
|       | Karl Kaltenbach       | Deutschland  | k. A.     |
|       | Otto Franke           | Deutschland  | k. A.     |
|       | Julius Wagner         | Deutschland  | k. A.     |
|       | Georgios Papachristou | Griechenland | k. A.     |
|       | Vasilios Papageorgiou | Griechenland | k. A.     |
|       | Mihály Dávid          | Ungarn       | k. A.     |